# ميشيل كون
ميشيل كون هي لاعب هوكي الحقل كندية، ولدت في 17 مايو 1963.

## وصلات خارجية
- ميشيل كون على موقع الاتحاد الدولي للهوكي (الإنجليزية)
- ميشيل كون على موقع اللجنة الأولمبية الدولية (الإنجليزية)
- ميشيل كون على موقع أوليمبيديا (الإنجليزية)
- ميشيل كون على موقع اللجنة الأولمبية الكندية (الإنجليزية)